# Ficus scott-elliottii
Ficus scott-elliottii är en mullbärsväxtart som beskrevs av Gottfried Wilhelm Johannes Mildbraed och Burret. Ficus scott-elliottii ingår i släktet fikonsläktet, och familjen mullbärsväxter. Inga underarter finns listade i Catalogue of Life.